# Johannes Lou
Niels Johannes Lou (født Pedersen, 29. marts 1878 på Frederiksberg, død 19. juli 1930 i Mørkøv) var en dansk læge og politiker. Han sad i Folketinget for Det Konservative Folkeparti fra 1918 til 1929.

## Familieforhold og uddannelse
Lou blev født i 1878 på Frederiksberg. Hans forældre var fiskehandler Hans Peter Pedersen og Ane Margrethe, født Sørensen. Han blev student fra Frederiksberg Gymnasium i 1896 og medicinsk kandidat fra Københavns Universitet i vinteren 1903.
Lou blev gift første gang med Ingeborg Petersen (1881-1921) i 1904, og anden gang med Laura Oline Jensen (født 1893) i 1922.
Han tog navneforandring til Lou i september 1913.

## Læge
Han var assistent for stadslægen i Aalborg april til juni 1903 og var på et studieophold i Breslau (nu Wrocław) juli 1903. Han var konstitueret lægekandidat på Kommunehospitalet fra oktober til december 1903 og reservelæge i Søværnet fra januar til oktober 1904. Fra oktober 1904 til oktober 1910 var han praktiserende læge i Osted og fra oktober 1910 praktiserende læge i Ringsted. I efteråret 1929 blev han praktiserende læge i Mørkøv. Indimellem var han også på Kommunehospitalet (februar 1908 til januar 1909) og Rudolph Berghs Hospital (november 1921) og var flere gange konstitueret distrikts- og sygehuslæge. Han var medlem af værgerådet 1920-1921, undersøgte blyforgiftning hos arbejdere for Arbejdsrådet i oktober 1922 og var sessionslæge fra marts 1923. Fra 1927 var han lægelig medarbejder i Sygekassedirektoratet.

## Politik
Lou var sognerådsmedlem i Osted-Allerslev Sognekommune i 1909 og medlem af menighedsrådet i Ringsted Sogn fra 1913 til 1922. Han var formand for arbejdsanvisningskontoret fra 1913 til 1925 og kasserer for Ringsted Byggeforening fra 1918 til 1930.
Han stillede op for Højre ved folketingsvalget 1913 i Ringstedkredsen, men blev ikke valgt. Det lykkedes for ham at komme i Folketinget for Det Konservative Folkeparti i Sorø Amt ved 1918 (igen opstillet i Ringstedkredsen). Han blev herefter genvalgt i Sorø Amtskreds frem til valget i 1929 hvor han fik for få stemmer til at blive valgt.

## Død
Lou døde i 1930 i Mørkøv.